# Козино (Красногорський район Московської області)
Козино (рос. Козино) — село у Красногорському районі Московської області Російської Федерації

## Розташування
Село Козино входить до складу міського поселення Нахабіно, воно розташоване на північ від селища Нахабіно, поруч із Волоколамським шосе. Найближчі населені пункти, Нахабіно, Желябіно, Нефедьєво.

## Населення
Станом на 2010 рік у селі проживало 507 осіб.